# Vuelo 812 de Philippine Airlines
El vuelo 812 de Philippine Airlines fue un vuelo regular doméstico de pasajeros desde el aeropuerto internacional Francisco Bangoy en la Ciudad de Dávao al aeropuerto internacional Ninoy Aquino cerca de Manila. El 25 de mayo de 2000, un Airbus A330-301 operando la ruta sufrió un secuestro por un hombre posteriormente identificado como Reginald Chua, justo antes de que el avión aterrizase. El vuelo transportaba a 278 pasajeros y 13 tripulantes.

## Secuestro
El secuestrador tenía una pistola y una granada de mano.  Disparó el arma contra una mampara y reclamó entrar en la cabina de mando. Cuando no consiguió acceso, reclamó que los pasajeros pusieran sus objetos de valor en una bolsa antes de ordenar al piloto descender y despresurizar el avión de tal manera que pudiera escapar haciendo uso de un paracaídas casero. Como no tenía tirador de apertura, se fabricó una con el cordón de una de las cortinas del avión. Antes de saltar, descubrió que no podía superar las rachas de viento procedentes de la puerta posterior del avión abierta, por lo que un tripulante de cabina de pasajeros le tuvo que ayudar a saltar del avión.
El secuestrador llevaba un pasamontañas y unas gafas protectoras de natación cuando saltó al exterior del avión junto con los objetos de valor que había robado mientras el avión volaba a una altitud de 1800 metros sobre Antipolo, Rizal. Las autoridades lo identificaron inicialmente como "Augusto Lakandula", basados en el nombre que figuraba en su ticket. El piloto expresó su escepticismo a que el secuestrador pudiera haber sobrevivido al salto.
Tres días después del secuestro, el secuestrador fue encontrado muerto, estando su cuerpo casi enterrado en el barro, en la población de Llabac, en Real, Quezon, a unos 70 kilómetros (38 nmi) al sureste de Manila, cerca del borde de la provincia de Laguna. La policía sostenía que había muerto al ser incapaz de conseguir que su paracaídas se abriese. Basándose en su carnet de conducir, "Lakandula" fue finalmente identificado como Reginald Chua, de quien se decía que sufría dificultades económicas.